# Conseil départemental de la Savoie
 (août 2021).
Le conseil départemental de Savoie, anciennement conseil général de la Savoie (jusqu'en 2015), est l'assemblée délibérante du département français de la Savoie, collectivité territoriale décentralisée. Son siège se trouve à Chambéry.

## Organisation

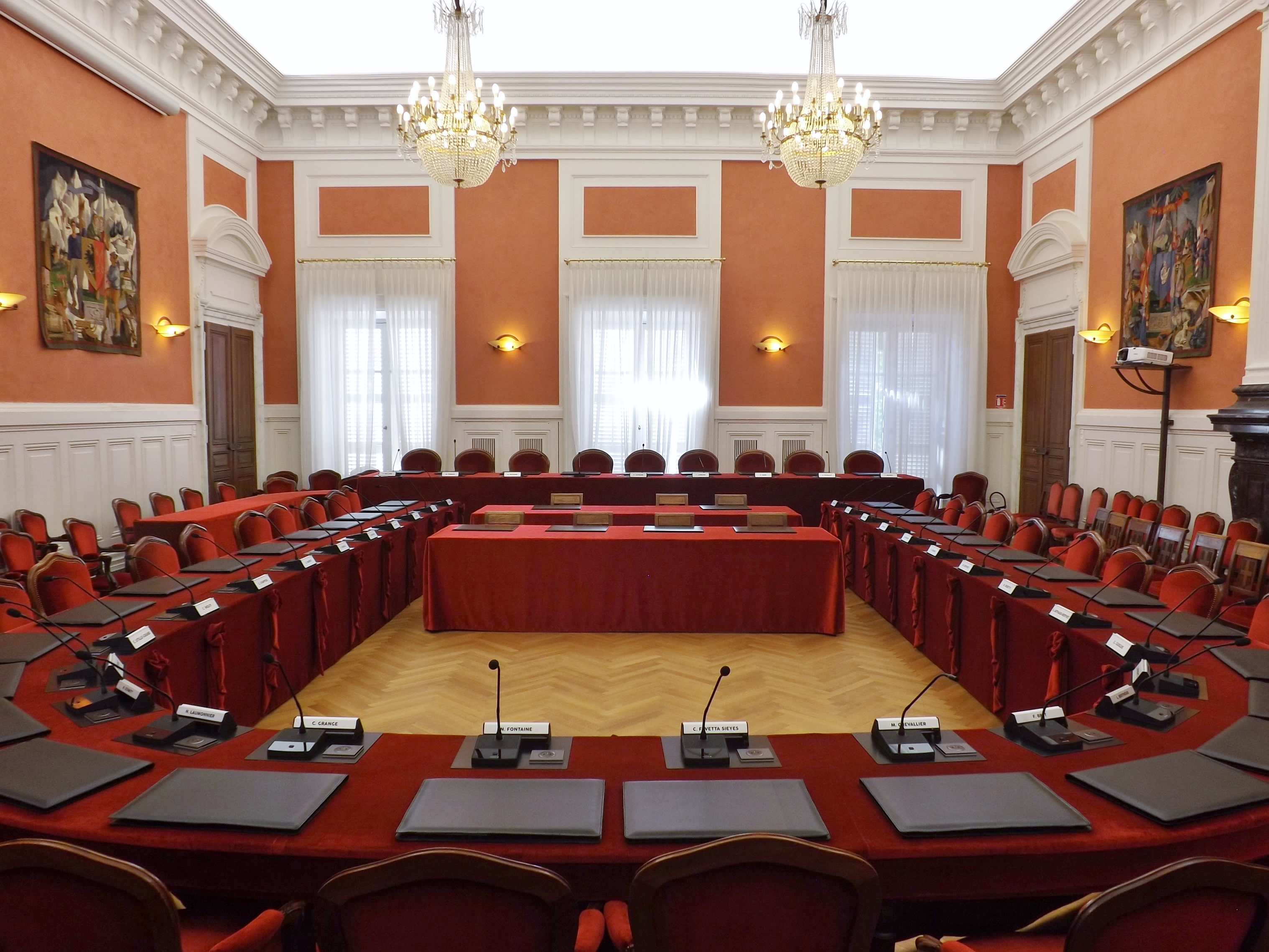
Salle de réunion des assemblées plénières à l'hôtel du département à Chambéry.

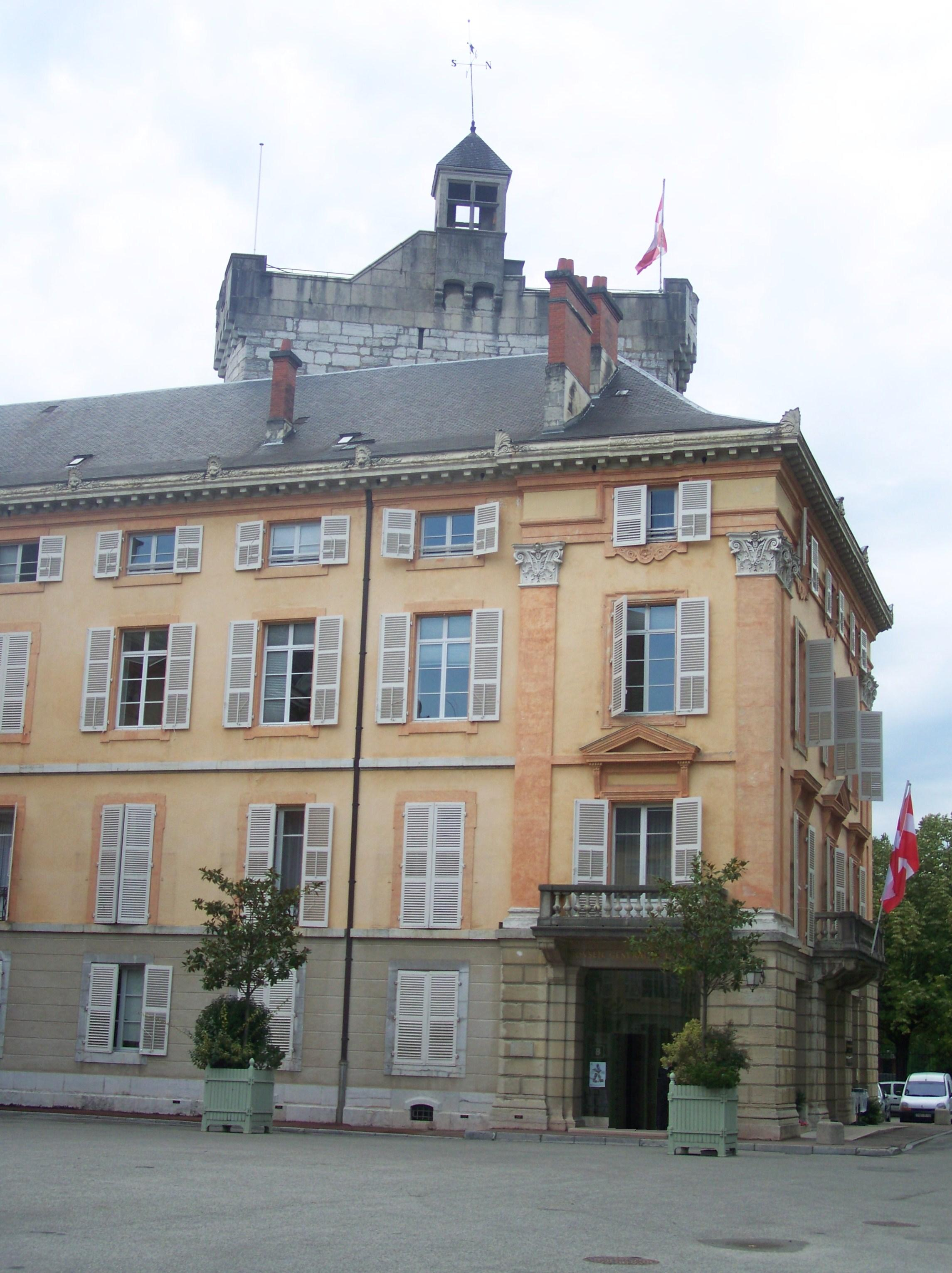
Siège du conseil départemental à l'hôtel du département (Château des ducs de Savoie à Chambéry).

### Assemblée départementale
L'Assemblée départementale du Département de la Savoie est composée de 38 conseillers départementaux issus des 19 cantons de la Savoie.
L’actuel président du conseil départemental de la Savoie est Hervé Gaymard (DVD).
L’ensemble des conseillers départementaux se réunissent chaque mois pour statuer sur les affaires courantes au sein de la Commission permanente ainsi que 4 à 5 fois par an en séance plénière.
La représentation politique de l'assemblée départementale est la suivante :
| Président du Conseil départemental   |       |       |      |                             |
| Hervé Gaymard (DVD)                  |       |       |      |                             |
| Parti                                | Sigle | Sigle | Élus | Groupes                     |
| Majorité (28 sièges)                 |       |       |      |                             |
| Divers droite                        |       | DVD   | 22   | La Savoie nous unit         |
| Divers                               |       | DIV   | 4    | La Savoie nous unit         |
| Divers centre                        |       | DVC   | 2    | La Savoie nous unit         |
| Minorité (10 sièges)                 |       |       |      |                             |
| Divers gauche                        |       | DVG   | 4    | Savoie en commun            |
| Parti socialiste                     |       | PS    | 2    | Savoie en commun            |
| Parti communiste français            |       | PCF   | 1    | Savoie en commun            |
| La France insoumise                  |       | LFI   | 1    | Savoie en commun            |
| Union des démocrates et indépendants |       | UDI   | 1    | La Savoie avec et pour vous |
| Parti socialiste                     |       | PS    | 1    | La Savoie avec et pour vous |

#### Liste des présidents successifs
| Période                            | Période                      | Identité                         | Étiquette                    | Étiquette                    |
| Président du conseil général       | Président du conseil général | Président du conseil général     | Président du conseil général | Président du conseil général |
| ---------------------------------- | ---------------------------- | -------------------------------- | ---------------------------- | ---------------------------- |
| 1860                               | 1864                         | Pantaléon Costa de Beauregard    |                              |                              |
| 1865                               | 1870                         | Charles Dupasquier               |                              |                              |
| 1871                               | 1872                         | Louis Bérard-Blay                |                              |                              |
| 1873                               | 1874                         | Frédéric d'Alexandry d'Orengiani |                              |                              |
| 1874                               | 1886                         | François Bel                     |                              |                              |
| 1886                               | 1890                         | Nicolas Parent                   |                              |                              |
| 1890                               | 1895                         | Jules-François Horteur           |                              |                              |
| 1895                               | 1913                         | Antoine Perrier                  |                              |                              |
| 1913                               | 1919                         | Adolphe Jorioz                   |                              |                              |
| 1919                               | 1940                         | Antoine Borrel                   |                              |                              |
| 1940                               | 1944                         | Henri Commandeur                 |                              |                              |
| 1945                               | 1951                         | Pierre de La Gontrie             |                              | PRRRS                        |
| 1951                               | 1955                         | Robert Barrier                   |                              | UDSR                         |
| 1956                               | 1964                         | Jules Bianco                     |                              | PRRRS                        |
| 1964                               | 1976                         | Joseph Fontanet                  |                              | MRP puis CDP                 |
| 1976                               | 1982                         | Louis Besson                     |                              | PS                           |
| 1982                               | 1999                         | Michel Barnier                   |                              | RPR                          |
| 1999                               | 2002                         | Hervé Gaymard                    |                              | RPR                          |
| 2002                               | 2008                         | Jean-Pierre Vial                 |                              | UMP                          |
| 2008                               | 2015                         | Hervé Gaymard                    |                              | UMP                          |
| Président du conseil départemental |                              |                                  |                              |                              |
| 2015                               | En cours                     | Hervé Gaymard                    |                              | UMP puis LR puis DVD         |

### Commissions

#### Commission permanente
Composée de tous les élus, elle se réunit une fois par mois pour délibérer sur les dossiers pour lesquels le conseil départemental lui a donné délégation.
Les vice-présidents depuis 2023, sont :
- 1er vice-président : Franck Lombard, maire d'Ugine
- 2e vice-présidente : Christiane Brunet, conseillère départementale du canton de Saint-Pierre-d'Albigny
- 3e vice-président : Renaud Beretti, maire d'Aix-les-Bains
- 4e vice-présidente : Corine Wolff, maire de Vimines
- 5e vice-président : Marie-Claire Barbier, maire de Chindrieux
- 6e vice-présidente : Christian Grange, conseiller municipal de Valloire
- 7e vice-président : Nathalie Fontaine, maire de Méry
- 8e vice-présidente : Nathalie Schmitt, conseillère départementale du canton d'Aix-les-Bains-1
- 9e vice-président : Gilbert Guigue, conseiller départemental du canton du Pont-de-Beauvoisin
- 10e vice-présidente : Olivier Thévenet, conseiller départemental du canton de Saint-Pierre-d'Albigny
- 11e vice-président : Alexandre Gennaro, maire de La Ravoire

#### Commissions thématiques
Les conseillers départementaux sont répartis dans 5 commissions thématiques au sein desquelles sont examinés les dossiers qui seront ensuite soumis au vote de l'Assemblée départementale, en session plénière ou en commission permanente :
- 1re commission : Commission finances, ressources et moyens (7 conseillers)
- 2e commission : Commission environnement, mobilité et infrastructures (8 conseillers)
- 3e commission : Commission animation, développement  et solidarité territoriale (8 conseillers)
- 4e commission : Commission autonomie des personnes, santé et solidarité générationnelle (7 conseillers)
- 5e commission :  Commission jeunesse, famille et cohésion sociale (7 conseillers)

## Compétence territoriale

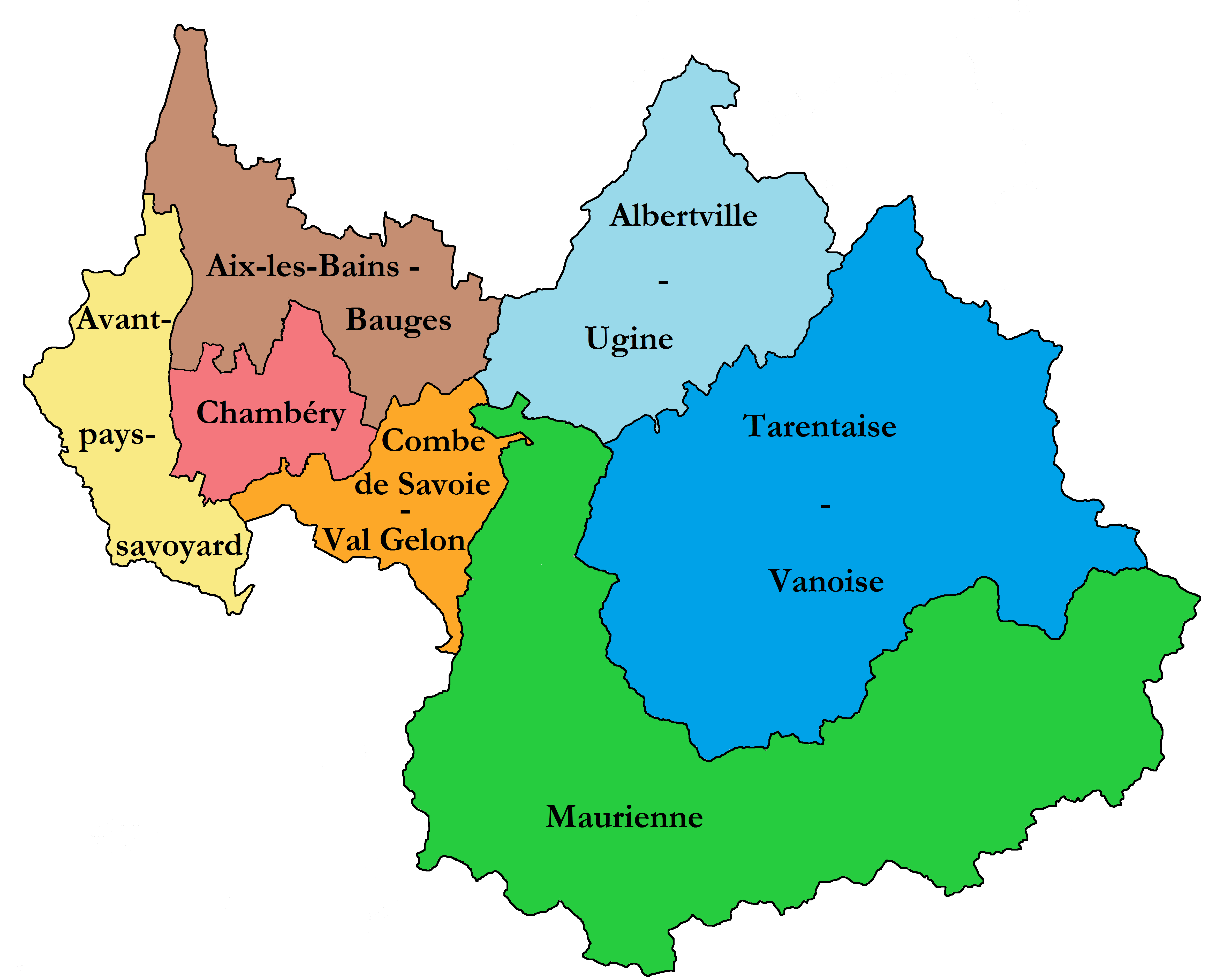
Les sept territoires de la Savoie.

Le Département de la Savoie est divisé en 7 territoires :
- le lac du Bourget et les Bauges
- le territoire de Chambéry
- la Maurienne
- Albertville-Ugine
- l'Avant-Pays savoyard
- la Combe de Savoie-Val Gelon
- la Tarentaise-Vanoise

Au total, plus de 2 500 agents effectuent des missions pour le conseil départemental de la Savoie sur l'ensemble du territoire savoyard.

## Compétences générales
Le conseil départemental possède des compétences exclusives (obligatoires) et des compétences volontaristes (facultatives) qu'il décide lui-même de mettre en place.

### Compétences obligatoires

#### Action sociale
L'action sociale consiste pour un conseil départemental à assurer les aides envers les personnes âgées, handicapées, en difficulté, la jeunesse ou les familles. Il a notamment la charge du versement de l'Allocation personnalisée d'autonomie (APA) pour les personnes âgées, de la Prestation de compensation du handicap (PCH) pour les personnes handicapées, du Revenu de solidarité active (RSA, ex-RMI) pour les personnes en difficulté, de l'Allocation de parent isolé (API) pour les parents isolés ou encore le Fonds de solidarité pour le Logement (FSL) pour dans le cadre de l'aide au logement.
La Direction de la Vie sociale du conseil départemental de la Savoie est notamment composée des services « Personnes âgées et personnes handicapées », « Enfance, jeunesse, famille » et « Cohésion sociale ».

##### Personnes âgées et personnes handicapées
Le Département de la Savoie consacre chaque année environ 9 % de son budget aux personnes âgées et 7 % aux personnes handicapées. Entre 2005 et 2010, le Département a mis en œuvre un programme d'actions ayant conduit à la création de 1 080 places d'hébergement pour les personnes âgées, qui ont été 8 285 à bénéficier de l’ADPA en 2011, dont 3 285 placées en établissements. Pour les personnes handicapées, un programme quinquennal a été mené de 2006 à 2011, après la mise en place des Maisons départementales du handicap (MDPH) en 2005. En 2011, 1 290 personnes handicapées ont été bénéficiaires de la PCH, 273 nouvelles places en structures d'accueil spécialisées ont été autorisées pour compléter les quelque 680 places existantes et 136 personnes ont bénéficié du service d'accompagnement à la vie sociale (SAVS).

##### Enfance, jeunesse et famille
La politique du Département de la Savoie pour l’enfance, la jeunesse et la famille a représenté environ 8 % du budget 2011. Le Département est chargé de nombreuses missions, allant de la prévention par les services de la Protection maternelle infantile à l'accompagnement des jeunes à la vie sociale, en passant par l’adoption, le soutien à la parentalité ou la prise en charge des mineurs en danger.
En 2011 en Savoie, 895 enfants sont confiés au titre de la protection de l'enfance, 274 assistants familiaux salariés du conseil départemental accueillent 473 enfants, 545 places d'hébergement existent en maisons d'enfants à caractère social et au Foyer départemental de l’enfance (FDE), 11 services d'action sociale et éducative de proximité (Sasep) accueillent 165 enfants, 80 places d'hébergement sont disponibles pour les mères en difficulté et leurs très jeunes enfants et 35 agréments ont été donnés pour des adoptions.

##### Cohésion sociale
La politique de cohésion sociale du Département regroupe majoritairement les actions liées à l'insertion et au logement. Elle représente environ 8 % de son budget annuel. Toutefois, la politique logement étant une politique volontariste du Conseil départemental, elle sera traitée indépendamment plus loin.
L'insertion consiste notamment pour un Département au versement du Revenu de solidarité active (RSA) ayant remplacé le RMI en 2009. Au 30 septembre 2011, la Savoie comptait 6 245 foyers allocataires du RSA, c'est-à-dire une augmentation de 3,2 % par rapport à l'année précédente, une évolution en amélioration en comparaison aux 14,9 % d'augmentation entre 2009 et 2010 notamment en raison de la crise économique débutée en 2008. Parmi ces 6 245 foyers, 3 559 n'exercent pas d'activité et 2 686 sont des travailleurs à ressources modestes dont 820 perçoivent des revenus de moins de 500 €. À noter également, que selon la Note de Conjoncture sociale de la région Rhône-Alpes numéro spécial RSA, le Département de la Savoie était au 31 décembre 2009 le département avec le plus faible taux de bénéficiaires du RSA parmi les allocataires des CAF avec 8,7 %, contre 11,7 % au niveau régional, et 15,8 % au niveau national, ce qui démontre un niveau de pauvreté départemental plus faible que pour les moyennes nationale et régionale.

#### Voirie et transports départementaux

##### Voirie
Comme tous les autres conseils départementaux, le conseil départemental de la Savoie a la charge de la gestion et de la construction de la voirie départementale et de ses infrastructures.
Pour cela, le conseil départemental a mis en place une politique routière, exécutée par la Direction interdépartementale des routes et articulée autour de cinq axes : maintenir en bon état le patrimoine routier, optimiser l’exploitation du réseau routier, améliorer la sécurité des usagers, favoriser les modes de déplacement alternatifs et optimiser les déplacements. La politique routière fait en outre l’objet de programmations à chaque vote du budget annuel. En 2012, celle-ci prévoit près de 47 millions d'euros de dépenses, dont les trois-quarts (35,8 M€) réalisés en section d'investissement.
Au 31 décembre 2010, le département de la Savoie compte 3 146 kilomètres de routes départementales comprises dans un réseau routier total de 8 078 kilomètres (autoroutes, routes nationales et routes communales incluses), soit près de 40 % du réseau routier du département. Parmi ces 3 146 km de RD, 875 km se situent au-dessus de 1 000 m d'altitude, soit un peu plus du quart (27 %) et 180 km sont longés par des bandes cyclables.
En outre, le conseil départemental de la Savoie assure les travaux d'entretien courant à la fois des chaussées, mais aussi des ouvrages d'art, à savoir 1 170 ponts, 6 500 murs et 29 tunnels. Aussi, bien que le taux d'accidentalité soit parmi les plus faibles de France en Savoie (83e rang sur 96), le Département maintient ses efforts de sensibilisation des usagers et d'installation d'équipements et aménagements de sécurité, en particulier contre les risques naturels, relativement importants sur les routes de montagne (grillages de protection contre les éboulements, paravalanches, etc) et la gestion des crises et du trafic en particulier grâce à OSIRIS-Multirisques. À cela s'ajoute également l'action de « viabilité hivernale » : déneigement des routes ou fermeture des grands cols…

##### Transports départementaux
Le conseil départemental de la Savoie assurait le transport scolaire et interurbain routier jusqu'en 2017. Depuis cette compétence est assurée par la région Auvergne-Rhône-Alpes à la suite de la Loi NOTRe.
Le transport scolaire des enfants handicapés reste de la compétence des Départements et donc du conseil départemental de la Savoie.

#### Éducation, enseignement et restauration scolaire
Autre compétence obligatoire du Département en termes d'éducation et d'enseignement : la gestion des collèges publics.
Actuellement le département de la Savoie compte trente-huit collèges publics et neuf collèges privés. À la rentrée 2011, ceux-ci accueillent quelque 20 000 collégiens, dont 17 440 scolarisés dans les établissements publics.
Le conseil départemental a pour mission première la modernisation et l'entretien des 290 000 m2 de locaux et le bon fonctionnement des collèges du département (auxquels s'ajoute le transport scolaire, cf. supra) en leur assurant notamment l'accessibilité pour les personnes handicapées ainsi que l’équipement matériel, mobilier et informatique. À cet égard en 2012, l'Assemblée départementale a validé une dotation annuelle d'équipement de 146 468 € attribuée aux collèges publics, une enveloppe de 250 000 € pour l’achat de matériel pédagogique et de 800 000 € pour l'équipement informatique. En ce qui concerne les collèges privés sous contrat d'association, le Département apporte des participations obligatoires liées au fonctionnement ainsi que des aides à l’investissement. En 2011 et 2012, l'aide à l’investissement des collèges privés s'est élevé à 480 000 €.
Le conseil départemental a aussi la charge de la restauration scolaire. Depuis le 1er septembre 2010, celui-ci a ainsi repris en gestion directe la cuisine centrale de Chambéry, rebaptisée pour l’occasion « atelier culinaire départemental ». Constitué de 15 cuisiniers et d'un chauffeur-livreur, l'atelier culinaire prépare plus de 2 000 repas quotidiens et les livre à 9 collèges des bassins d'Aix-les-Bains et de Chambéry. Sur l’ensemble du département sont servis chaque jour quelque 12 000 repas. Parmi les missions du conseil départemental l'on retrouve par exemple le respect des normes d'hygiène HACCP, la confection de repas sains et équilibrés, l'encadrement de l’achat des matières premières ou la sensibilisation des collégiens à la consommation de produits locaux.
- la culture (archives et bibliothèques départementales),
- l'action économique, l'agriculture et le tourisme,
- l'aménagement local du territoire au travers des aides apportées aux collectivités (communes, associations),
- le logement, avec entre autres la gestion du Fonds Solidarité Logement (FSL),
- l'enseignement supérieur et la formation (compétence volontaire),
- l'environnement et le développement durable (volontaire),
- les sports, loisirs, animations, jeunesse (volontaire)
- la politique Montagne (volontaire).

## Développement touristique
En 1995, le conseil départemental met en place une société d'économie mixte, "Savoie Stations Participation", lui permettant d'intervenir dans le développement touristique, le contrôle des remontés mécaniques ou la réhabilitation de l'immobilier dans les stations. Celle-ci intervient en Tarentaise (Société des Trois-Vallées, Val Thorens, Pralognan-la-Vanoise), en Maurienne (Mont-Cenis, Val Fréjus, Valmeinier, Saint-Sorlin-d'Arves, Valloire), dans le massif des Bauges et le Beaufortain-Arly (Megève, Crest-Voland, Arêches-Beaufort). Pour le développement de l'immobilier, elle met en place une filiale, Savoie Stations Développement Immobilier, en 2011. Son président est Claude Faure, président du directoire de la Société des Trois-Vallées.
La promotion pour ses territoires touristiques est déléguée à l'Assemblée des pays de Savoie, et l'organisme Savoie-Mont-Blanc (organisme de promotion touristique de la Savoie et de la Haute Savoie).

## Budget
L'élaboration du budget est établie tout au long de l'année en suivant le cycle budgétaire. Le budget primitif (BP) pour l'année à venir est arbitré au cours du mois de décembre de l'année précédente, et voté dans le cas du Département de la Savoie entre janvier et mars. S'ensuit la présentation et le vote de la 1re décision modificative (DM1) au cours du mois de juin, puis le vote de la 2e décision (DM2) durant l'automne. Ces 2 DM permettent un ajustement du budget de l'année en cours en fonction des dépenses et/ou recettes imprévues.
Le budget primitif pour l’année 2025 du Département de la Savoie voté en décembre 2024 s'élève à 707 millions d'euros, contre 694 millions d'euros en 2024, 553 millions d'euros en 2019 et 529,3 millions d'euros en 2018.

### Recettes
Prévues au budget primitif de 2021, les recettes nettes (hors emprunt) du conseil départemental s'élèvent à 528,7 millions d'euros.
On distingue deux types de recettes :
- D'une part, les fonds propres, c'est-à-dire les dotations accordées par l'État et les compensations liées à la décentralisation (94,3 millions d'euros en 2021) ;
- D'autre part, les ressources fiscales classiques : impôts directs et indirects.

Le montant total de l'emprunt est pour sa part de 77 millions d'euros, supérieur au montant des remboursements d'emprunt de 45 millions d'euros.
En 2010, 10 602 titres de recettes ont été émis après contrôle des liquidations.

#### Recettes de fonctionnement et d’investissement
| Domaine d'action                         | Montant voté en 2021   |
| ---------------------------------------- | ---------------------- |
| Taxe foncière propriétés bâties          | 96,5 millions d'euros  |
| CVAE/IFER                                | 39,2 millions d'euros  |
| Reversement Région transfert compétences | 9,9 millions d'euros   |
| Dotations/compensations                  | 94,3 millions d'euros  |
| Autres fiscalités indirectes             | 23,9 millions d'euros  |
| DMTO                                     | 110 millions d'euros   |
| Impôts indirects reversés (TIPP/TSCA)    | 98,6 millions d'euros  |
| Emprunts                                 | 77 millions d'euros    |
| Autres ressources                        | 47 millions d'euros    |
| Reprise provisions                       | 9,3 millions d'euros   |
| Total Recettes                           | 605,7 millions d'euros |

### Dépenses
Le montant total des dépenses votées en 2021 s'élèvent à 698,7 millions d'euros.
- 192,4 millions d'euros en section d'investissement ;
- 506,3 millions d'euros en section de fonctionnement.

En 2010, 61 199 mandats de paiement ont été émis après contrôle des liquidations.

#### Dépenses réelles d’investissement
| Domaine d'action                 | Montant voté en 2021   |
| -------------------------------- | ---------------------- |
| Agriculture                      | 8,3 millions d'euros   |
| Aménagement du territoire        | 24,3 millions d'euros  |
| Culture                          | 14,8 millions d'euros  |
| Éducation                        | 33,1 millions d'euros  |
| Environnement                    | 5,2 millions d'euros   |
| Moyens                           | 39,2 millions d'euros  |
| Politique financière             | 50,5 millions d'euros  |
| Politique routière               | 63,8 millions d'euros  |
| Ressources humaines              | 96,3 millions d'euros  |
| Sécurité incendie                | 31,8 millions d'euros  |
| Cohésion                         | 44,9 millions d'euros  |
| Enfance, jeunesse et famille/PMI | 58,5 millions d'euros  |
| Personnes âgées                  | 54,8 millions d'euros  |
| Personnes handicapées            | 63,8 millions d'euros  |
| Jeunesse                         | 1,8 million d'euros    |
| Sport                            | 4,1 millions d'euros   |
| Tourisme                         | 10,6 millions d'euros  |
| Total Dépenses                   | 605,7 millions d'euros |

## Identité visuelle (logo)

Ancien logo du Département jusqu'en 2015 au moment du changement de dénomination de conseil général en conseil départemental.
Nouveau logo du conseil départemental depuis 2015.